# Dumbría
Dumbría is een gemeente in de Spaanse provincie A Coruña in de regio Galicië met een oppervlakte van 125 km². In 2001 telde Dumbría 4260 inwoners.

## Demografische ontwikkeling
Bron: INE, 1857-2011: volkstellingen

## Sport
Dumbría is drie keer aankomstplaats geweest van een etappe in de wielerkoers Ronde van Spanje. De finish lag in alle gevallen bovenop de steile beklimming naar Mirador de Ézaro. Deze klim is 1,8 km lang met een gemiddeld stijgingspercentage van 14% met een maximum van maar liefst 29,5%.
De ritwinnaars op de Mirador de Ézaro zijn:
- 2012: Joaquim Rodríguez
- 2016: Alexandre Geniez
- 2020: Primož Roglič

Abegondo · Ames · Aranga · Ares · Arteixo · Arzúa · A Baña · Bergondo · Betanzos · Boimorto · Boiro · Boqueixón ·  Brión · Cabana de Bergantiños · Cabanas · Camariñas · Cambre · A Capela · Carballo · Cariño · Carnota · Carral · Cedeira · Cee · Cerceda · Cerdido · Coirós · Corcubión · Coristanco ·  A Coruña · Culleredo · Curtis · Dodro · Dumbría · Fene · Ferrol · Fisterra · Frades · Irixoa · A Laracha · Laxe · Lousame · Malpica de Bergantiños · Mañón · Mazaricos · Melide · Mesía · Miño · Moeche · Monfero · Mugardos · Muros · Muxía · Narón · Neda · Negreira · Noia · Oleiros · Ordes · Oroso · Ortigueira · Outes · Oza-Cesuras · Paderne · Padrón · O Pino · A Pobra do Caramiñal · Ponteceso · Pontedeume · As Pontes de García Rodríguez · Porto do Son · Rianxo · Ribeira · Rois · Sada · San Sadurniño · Santa Comba · Santiago de Compostella · Santiso · Sobrado · As Somozas · Teo · Toques · Tordoia · Touro · Trazo · Val do Dubra · Valdoviño · Vedra · Vilarmaior · Vilasantar · Vimianzo · Zas